# Mijaíl Guelfand
Mijaíl Serguéyevich Guelfand (en ruso: Михаил Сергеевич Гельфанд; Moscú, 25 de octubre de 1963) es un bioinformático y biólogo molecular ruso.  Es miembro de Academia Europæa, Vicepresidente de Investigación Biomédica del Instituto de Ciencia y Tecnología de Skolkovo, fundador de la sociedad Dissernet plagiarism  y activista político, exmiembro del Consejo de Coordinación de la Oposición Rusa. Es nieto del matemático soviético Izrail Guelfand. 

## Obras
- Gelfand M. S. Statistical analysis of mammalian pre-mRNA splicing sites // Nucleic Acids Research. 1989. V. 17. N. 15. 6369–6382.
- Gelfand M. S. Computer prediction of the exon-intron structure of mammalian pre-mRNAs // Nucleic Acids Research. 1990. Y. 18. N. 19. P. 5865–5869.
- Gelfand M. S. Statistical analysis and prediction of the exonic structure of human genes // Journal of Molecular Evolution. 1992. Y. 35. N. 2. P. 239–252.
- Gelfand M. S. Genetic language: metaphore or analogy // BioSystems. 1993. V. 30. P. 277—288
- Pevzner Р. А., Gelfand M. S., eds. Computer Genetics. A special issue on computational molecular biology // BioSystems. 1993. V. 30.
- Gelfand M. S., Mironov A. A., Pevzner P. A. Spliced alignment: a new approach to gene recognition // Lecture Notes in Computer Science. 1996. V. 1075. P. 141–158.
- Gelfand M. S., Mironov A. A., Pevzner P. A. Gene recognition via spliced sequence alignment // Proceedings of the National Academy of Sciences. 1996. V. 93. P. 9061–9066.
- Gelfand M. S., Koonin E. V. Avoidance of palindromic words in bacterial and archaeal genomes: a close connection with restriction enzymes // Nucleic Acids Research. 1997. V. 27. P. 2430–2439.
- Sze S.-H, Roytberg М. А., Gelfand M. S., Mironov A. A., Astakhova T. V., Pevzner P. A. Algorithms and software for support of gene identification experiments // Bioinformatics
- Mironov A. A., Roytberg M. A., Pevzner P. A., Gelfand M. S. Performance guarantee gene predictions via spliced alignment // Genomics

## Distinciones
En 2022, Guelfand fue elegido como miembro de la Sociedad Internacional de Biología Computacional. 